# Sumpigaster tarsalis
Sumpigaster tarsalis är en tvåvingeart som först beskrevs av Villeneuve 1939.  Sumpigaster tarsalis ingår i släktet Sumpigaster och familjen parasitflugor. Inga underarter finns listade i Catalogue of Life.